# Angelina Teny

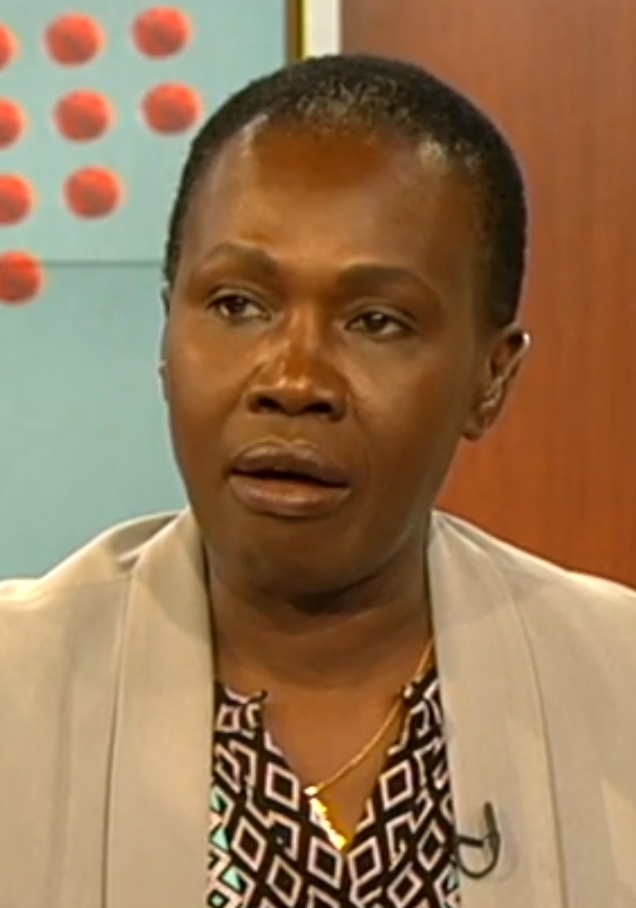
Angelina Teny (2016)

Angelina Jany Teny ist eine Politikerin des Südsudan. Sie war State Minister of Energy and Mining (Ministerin für Energie und Bergbau) in der Regierung der Nationalen Einheit in Khartum von 2005 bis 2010. Sie trat bei der Gouverneurswahl im Unity State im April 2010 an, unterlag aber und behauptete, die Wahl sei manipuliert gewesen. Von März 2020 bis März 2023 war Verteidigungsministerin (Ministry of Defence and Veterans Affairs). Seit Oktober 2023 ist sie Innenministerin.

## Leben
Angelina Teny erhielt ihre Ausbildung in Großbritannien und spricht sowohl Englisch als auch Arabisch fließend.
Angelina Teny ist eine der prominentesten Frauen in der Politik des Südsudan.
Im November 2003 ermöglichte Teny eine Konferenz der Frauen im Südsudan, „The House of Nationalities“. Die Konferenz fand in Lokichokio statt und sollte Frieden und nationale Einheit durch Anerkennung der Diversität befördern. Ende März 2025 wurden sie und ihr Ehemann, der Vizepräsident Riek Machar, unter Hausarrest gestellt.

### Staatsministerin
Der Zweite Sudanesische Bürgerkrieg endete formal im Januar 2005. Eine autonome Regierung des Südsudan (GoSS) und ein definierter Prozess führten mit einem Referendum zur vollen Unabhängigkeit. Angelina Teny wurde in dieser Regierung in Khartum 2005 State Minister of Energy and Mining.
Bei einer Konferenz Oil and the Future of Sudan im November 2006 in Juba erzählte sie, dass es große Kontroversen um das Ministry of Energy and Mining gegeben habe.
Die Ölindustrie hatte sich im Verlauf des Bürgerkrieges zu einem Mittel der Kriegsfinanzierung entwickelt, auf Kosten der Bevölkerung, und militärische Interessen hatten im Gegenzug die Struktur der Industrie bestimmt. Nun hatte die Regierung die schwierige Aufgabe die National Petroleum Commission (NPC, Nationale Erdöl-Kommission) zu leiten, aber die Regierungspartei Sudanesische Volksbefreiungsbewegung (SPLM) ging zuversichtlich in diesen Prozess.
Teny sagte: „Sudan hat jetzt die Möglichkeit den Ölsektor so zu entwickeln, so dass der Frieden unterstützt wird, so dass Einheit Attraktivität gewinnt und zu gewährleisten, dass diejenigen, die durch den Krieg in Mitleidenschaft gezogen wurden, neu verbunden werden, und dass wir unseren Platz einnehmen in der modernen Welt, wo Öl sozial verantwortlich produziert wird. Jetzt ist die Zeit als Nation die Vision und die Strategie für das geeignete Management dieser strategischen Ressource zusammenzuführen.“ Sie gab bekannt, dass Verträge überprüft werden sollten, die Menschen vor Ort Kompensationen erhalten sollten und Umweltprobleme angegangen werden sollten.
Die Ausweitung der Ölproduktion nach Süden in die Weiten der Feuchtgebiete des Sudd, welcher bereits durch die Ramsar-Konvention unter internationalem Schutz stand, stellt die Regierung vor große Herausforderungen.
In einem Interview 2007 beklagte sie, dass Produktions- und Verkaufszahlen nur von der chinesisch geführten Greater Nile Production Company an ihr Ministerium gegeben wurden. Das Ministerium hatte in keiner Weise die Möglichkeit die Zuverlässigkeit dieser Daten zu kontrollieren.
Sie sagte: „Wir haben ein Komitee zur Errechnung der Öl-Einnahmen, und jeden Monat, schauen wir uns die Produktions- und Verkaufs-Tabellen an und erarbeiten die Zahlen, wer was bekommt... Im Moment sind diese Zahlen ausschließlich auf die Produktionszahlen begründet, und dann geteilt zwischen Nord und Süd. Es gibt nicht viel Vertrauen, deshalb hört man Beschwerden aus dem Südsudan über die Beträge, die sie bekommen.“
Im Oktober 2007 sagte Teny: „GoSS [Die Regierung des Südsudan] ist sich unsicher über die Ölproduktionszahlen die von der vereinigten Regierung veröffentlicht werden und hat auch das Gefühl, dass die Quoten nicht fair sind. ...GoSS hat keinen Repräsentanten in den strategischen Bereichen Ölproduktion und Übersee-Marketing erhalten.“

### Gouverneurswahlen im Unity State 2010
In den Gouverneurswahlen im April 2010 sagte sich Teny von ihrer Partei los, dem Sudan People’s Liberation Movement, und kandidierte als unabhängige Kandidatin für den Gouverneursposten des Unity State. Ihr wichtigster Gegner war der Amtsinhaber Taban Deng Gai.
Frühe Wahlbeobachtungen zeigten, dass Teny mit einem großen Vorsprung gegenüber den anderen sechs Kandidaten führte.
Dann verkündete jedoch das Wahlgremium des Bundesstaats, dass Taban Deng Gai mit 137.662 Stimmen gewonnen habe, gegenüber Angelina Teny mit 63.561 Stimmen.
Die unterlegenen Parteien sagten in einem gemeinsamen Statement, dass es zu großflächigen Manipulationen gekommen sei und riefen zu einem Review durch die National Elections Commission auf. Teny verkündete, sie würde das Resultat weder akzeptieren noch anerkennen.
Sie teilte zahlreiche Unregelmäßigkeiten mit, inklusive Ausweisung von Beobachtern, fehlenden Wahlurnen, Stimmauszählungen mit mehr Stimmen als Wahlberechtigten un anderes.
Ihr Wahlkampfleiter wurde festgenommen, als er und Mitglieder seines Teams versuchten das Büro des State High Elections Committees zu betreten.
Die Polizei erschoss zwei Personen und vier weitere wurden verletzt, als die Polizei das Feuer auf eine Gruppe Protestierender in der Staatshauptstadt Bentiu eröffnete.
Teny rief ihre Unterstützer auf, ruhig zu bleiben und Gewalt zu vermeiden.

### Weitere Ämter
Der Gouverneur des Unity State, Taban Deng, beschuldigte Teny und den Führer der SPLM-DC, Lam Akol, Colonel Galwak Gai zu unterstützen, der nach der Wahl einen Aufstand gegen die Truppe der SPLM führte. Edward Lino, ein Mitglied der SPLM-Führungsclique, beschuldigte sie einen Aufstand in Unity State zu planen. Im Gegenzug strengte Angelina Teny einen Prozess gegen Edward Lino an.
Gerüchte besagten, Teny habe versprochen, Gai als County Commissioner einzusetzen, wenn sie die Wahl gewönne, und er rebellierte als er diesen Posten nicht erhielt.
Angelina Teny wurde als Beraterin zu Ölangelegenheiten im South Sudan Energy and Mines Ministry angestellt und war Verhandlungsführerin in Verhandlungen mit der Regierung in Khartum über Eigentümerschaft und Management von Ölanlagen.
Während einer Energie-Konferenz in Ghana im September 2011 sprach sie über den Zustand der Ölindustrie in Südsudan nach zwei Monaten der vollen Unabhängigkeit.
Sie sagte, dass das Management der Ölressourcen hauptsächlich aber nicht komplett in der Hand des Südens sei und der Südsudan habe Kontrolle über die meisten Ölfelder. Die aktiven Ölfelder hatten einen Ausstoß von 300.000 Barrels pro Tag.
Die Regierung habe ein 3-Jahresprogramm aufgelegt um die Infrastruktur auszubauen. Unter anderem solle eine Ölraffinerie gebaut werden um einheimische Bedürfnisse zu befriedigen und ein neues Gesetz zur Regulation der Industrie war kurz davor veröffentlicht zu werden.
Südsudan benötige dringend Kapital um die Millennium Development Goals zu erreichen und Straßen und Pipelines anzulegen.
Die Ölfirmen seien im Gespräch mit der Regierung um existierende Verträge umzuarbeiten und Juba benötige mehr Informationen die Reserven zu bewerten.

## Familie
Teny ist die Frau von Riek Machar, dem derzeitigen Vice President of South Sudan. Mit ihm hat sie vier Kinder.